# 高梁中継局
高梁中継局（たかはしちゅうけいきょく）は岡山県高梁市鶏足山と愛宕山にあるテレビジョン放送とFMラジオ放送の大規模中継局である。また、ここでは同じ愛宕山に設置されている高梁松山中継局（たかはしまつやまちゅうけいきょく）と、同市立松原小学校西方高地にある山陽放送ラジオの中継局についても記述する。

## 放送区域
高梁中継局はVHF・FMが鶏足山、UHFが愛宕山に設置されており、それぞれ放送区域が異なる。また、愛宕山に設置されているUHF局の中でも、鶏足山の補完として設置されているNHKとRSK（高梁松山中継局）は愛宕山の既存UHF局OHK、RNC、KSBより出力が小さく、従って放送区域も狭い。

### デシタル・アナログUHF（高梁中継局）
この中継局の電波法に定める放送区域（デジタル：1mV/m、アナログ：3mV/m）は岡山県高梁市の一部、約6,600世帯である。具体的には高梁市のうち城下町の全域と、高倉町大瀬八長、落合町近似及び落合町阿部のいずれも平地部にあたる。

### アナログVHF・FM
この中継局の電波法に定める放送区域（3mV/m）は岡山県高梁市及び総社市の各一部、約7,700世帯（テレビ）もしくは約9,500世帯（FM放送）である。標高の高い鶏足山に置かれていることから、UHF局と比べるとほぼ円状に放送区域が広がっており、かつ広範囲に及んでいる。具体的には国道313号落合橋（高梁市松山・落合町近似）を中心として、北限を国道180号幡見（高梁市津川町今津）付近、南限を国道180号美袋（総社市）付近、東限を国道313号成羽橋（高梁市落合町福地）付近、西限を国道484号高梁市・吉備中央町境付近とする円状の地域が放送区域にあたる。

### アナログUHF（高梁松山中継局）
この中継局の電波法に定める放送区域（3mV/m）は岡山県高梁市の一部、約2,500世帯である。上記のうちでは最も放送区域が狭く、具体的には内山下、小高下町、奥万田町を除く城下町と落合町近似に限られている。

## 歴史
- 1963年（昭和38年）
  - 7月3日 - NHK岡山放送局総合テレビジョン高梁中継局および教育テレビジョン高梁中継局開局[1]。
  - 8月1日 - 山陽放送テレビ高梁中継局開局。
- 1967年（昭和42年）4月15日 - NHK岡山FM放送高梁中継局開局[2]（実用化試験局として、本放送開始は1969年3月1日[3]）。
- 1971年（昭和46年）4月15日 - 岡山放送高梁中継局開局[4]。
- 1975年（昭和50年）11月20日 - NHK岡山放送局総合テレビジョン高梁松山中継局および教育テレビジョン高梁松山中継局開局[5]。
- 1982年（昭和57年）10月1日 - 山陽放送ラジオ高梁中継局開局。
- 1985年（昭和60年）9月26日 - 西日本放送テレビ高梁中継局開局。
- 1999年（平成11年）4月1日 - FM岡山高梁中継局開局。
- 2008年（平成20年）3月1日 - 全局地上デジタルテレビジョン放送開始。
- 2021年（令和3年）3月1日 - NHK岡山ラジオ第1放送高梁中継局（FM補完中継局）開局。

### 地上デジタル放送
高梁中継局はこの地域、岡山・香川の大規模中継局の中では最後のデジタル化となった。時期的にはこの地域の中では小豆島中継局、岡山県内では笠岡中継局の後になり、この後には久世中継局、讃岐白鳥中継局などの重要中継局や小規模中継局が続いた。また、高梁中継局と久世中継局は同時開局である。
2008年1月23日、中国総合通信局より置局予定の全放送事業者にデジタル放送の予備免許が交付され、翌2月中旬から順次試験放送を開始、3月1日に本放送を開始した。
アナログ時代は中継局を設置しなかったテレビせとうち（吉備ケーブルテレビに加入する必要があった）も地上デジタル放送開始に合わせて設置した。

## 施設

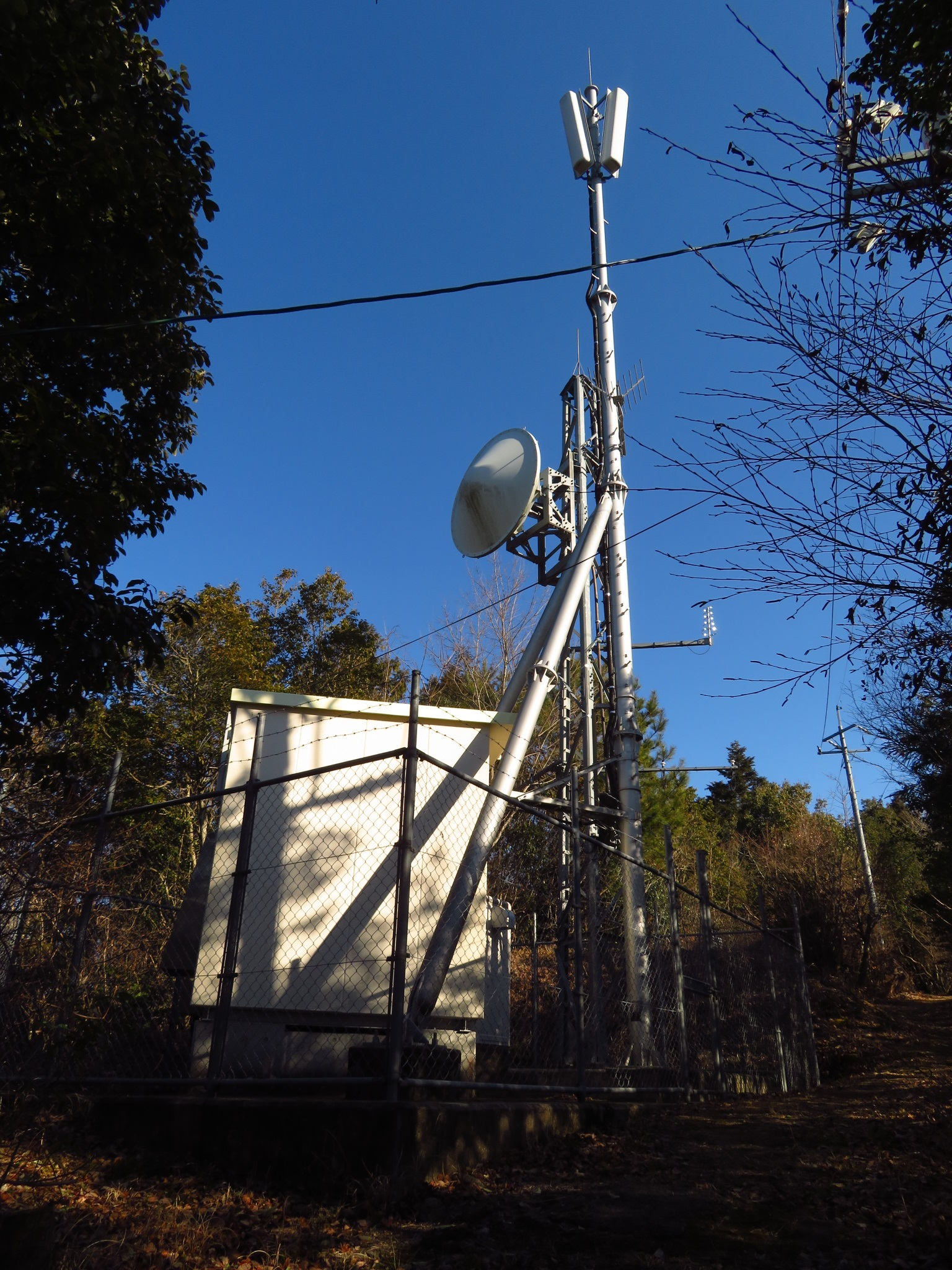
愛宕山の中継局の1つ

アナログテレビ放送ではUHF波の送信場所は高梁市街地の東に位置する標高430mの愛宕山に、FM放送とVHF波の送信場所は高梁市と総社市の境界に近い標高585mの鶏足山にそれぞれ置かれている。また、鶏足山でVHF波を送信しているチャンネル（NHK、RSK）は同時に愛宕山からも同じ高梁市内にUHF波として電波を出しており、このUHF局を別に高梁松山中継局といい、高梁市中心部ではVHFアンテナを揚げなくてもUHFアンテナ1本で視聴できるようになっている。デジタルテレビ放送では全局愛宕山からの送信となり、アナログテレビ放送廃止後の鵜足山はFM放送のみが存置している。

### 鶏足山
- 所在地：岡山県高梁市松山字山の上
- 局名：高梁中継局（VHF波：NHK・RSK、FMラジオ放送）

### 愛宕山
- 所在地：岡山県高梁市松山字楢井7485
- 局名
  - 高梁中継局（デジタル全局）
  - 高梁中継局（UHF波：OHK・RNC・KSB）
  - 高梁松山中継局（NHK・RSK）

全局がアナログUHF波とデジタル放送を送信している。

## 地上デジタルテレビジョン放送送信設備
| リモコンキーID                                            | 放送局名          | 物理チャンネル | 空中線電力 | ERP  | 放送対象地域   | 放送区域内世帯数 |
| --------------------------------------------------------- | ----------------- | -------------- | ---------- | ---- | -------------- | ---------------- |
| 1                                                         | NHK岡山総合テレビ | 33ch           | 1W         | 3.4W | 岡山県         | 約6,600世帯      |
| 2                                                         | NHK岡山教育テレビ | 31ch           | 1W         | 3.4W | 全国           | 約6,600世帯      |
| 4                                                         | RNC西日本放送     | 15ch           | 1W         | 4.4W | 岡山県・香川県 | 約6,600世帯      |
| 5                                                         | KSB瀬戸内海放送   | 17ch           | 1W         | 4.4W | 岡山県・香川県 | 約6,600世帯      |
| 6                                                         | RSK山陽放送       | 19ch           | 1W         | 3.9W | 岡山県・香川県 | 約6,600世帯      |
| 7                                                         | TSCテレビせとうち | 14ch           | 1W         | 3.9W | 岡山県・香川県 | 約6,600世帯      |
| 8                                                         | OHK岡山放送       | 16ch           | 1W         | 3.9W | 岡山県・香川県 | 約6,600世帯      |
| ※全局に指向性あり ※全局設置場所は愛宕山 ※全局局名は高梁局 |                   |                |            |      |                |                  |

## 地上アナログテレビジョン放送送信設備
| ch | 放送局名                    | 空中線電力        | ERP              | 放送対象地域   | 放送区域内世帯数 | 送信場所 |
| --- | --------------------------- | ----------------- | ---------------- | -------------- | ---------------- | -------- |
| 2+ | NHK岡山総合テレビ高梁局     | 映像10W/ 音声2.5W | 映像30W/音声7.5W | 岡山県         | 約7,700世帯      | 鶏足山   |
| 7+ | RSK山陽放送高梁局           | 映像10W/ 音声2.5W | 映像31W/音声7.7W | 岡山県・香川県 | 約7,700世帯      | 鶏足山   |
| 12 | NHK岡山教育テレビ高梁局     | 映像10W/ 音声2.5W | 映像25W/音声6.1W | 全国           | 約7,700世帯      | 鶏足山   |
| 22- | OHK岡山放送高梁局           | 映像10W/ 音声2.5W | 映像37W/音声9.1W | 岡山県・香川県 | -世帯            | 愛宕山   |
| 26+ | KSB瀬戸内海放送高梁局       | 映像10W/ 音声2.5W | 映像44W/音声11W  | 岡山県・香川県 | -世帯            | 愛宕山   |
| 28+ | RNC西日本放送高梁局         | 映像10W/ 音声2.5W | 映像44W/音声11W  | 岡山県・香川県 | -世帯            | 愛宕山   |
| 37+ | RSK山陽放送高梁松山局       | 映像3W/ 音声750mW | 映像26W/音声6.4W | 岡山県・香川県 | 約2,500世帯      | 愛宕山   |
| 39+ | NHK岡山総合テレビ高梁松山局 | 映像3W/ 音声750mW | 映像26W/音声6.4W | 全国           | 約2,500世帯      | 愛宕山   |
| 45+ | NHK岡山教育テレビ高梁松山局 | 映像3W/ 音声750mW | 映像26W/音声6.4W | 岡山県         | 約2,500世帯      | 愛宕山   |
| ※全局に指向性あり ※22chはオフセット-10kHz局 ※12ch、22ch以外は全局オフセット+10kHz局 ※NHK総合の2ch、NHK教育の12chはともに近畿広域圏（生駒山テレビ・FM送信所）や沖縄本島と同じ周波数である。岡山・香川地区では津山中継局も同じ周波数である |                             |                   |                  |                |                  |          |

## FMラジオ放送送信設備
| 周波数（MHz）                                                                                     | 放送局名             | 空中線電力 | ERP  | 放送対象地域 | 放送区域内世帯数 |
| ------------------------------------------------------------------------------------------------- | -------------------- | ---------- | ---- | ------------ | ---------------- |
| 81.3                                                                                              | FM岡山               | 10W        | 9.3W | 岡山県       | 約9,500世帯      |
| 87.9                                                                                              | NHK岡山FM放送        | 10W        | 9.3W | 岡山県       | 約9,500世帯      |
| 89.6                                                                                              | NHK岡山ラジオ第1放送 | 10W        |      | 岡山県       |                  |
| ※全局局名は高梁局 ※全局設置場所は鶏足山 ※NHK岡山ラジオ第1放送はモノラル放送、その他はステレオ放送 |                      |            |      |              |                  |

## AMラジオ放送送信設備
- 所在地：岡山県高梁市松原町松岡
- 局名：高梁中継局（AMラジオ放送：山陽放送ラジオ）

| 周波数（kHz） | 放送局名    | 空中線電力 | 放送対象地域 | 放送区域内世帯数 |
| ------------- | ----------- | ---------- | ------------ | ---------------- |
| 1494          | RSK山陽放送 | 1kW        | 岡山県       | 不明             |